# Fonto

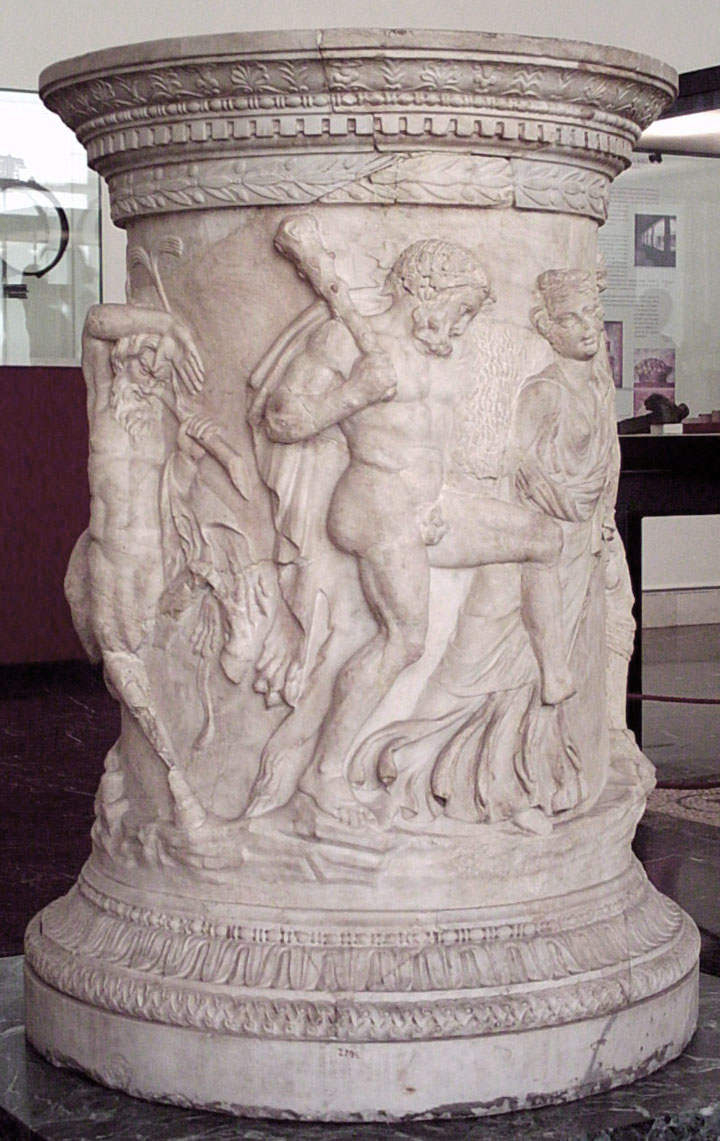
Boca de pozo ornamental (puteal) que representa a Hércules borracho como parte de una juerga báquica

Fonto (en latín, Fontus o Fons) era, en la mitología romana, el dios de las fuentes y pozos. Se cree que fue hijo del dios Jano y la ninfa Juturna.
Como dios de las fuentes los romanos le honraban el 13 de octubre en las Fontinalia, fiestas en la que arrojaban flores a la fuentes en su honor y coronaban con guirnaldas de flores los brocales de los pozos. También se ofrecían al dios libaciones (ofrendas líquidas) de vino y aceite.[cita requerida]
La gens Fonteya afirmaba descender de este dios.